# Hilzhofen
Hilzhofen ist ein Gemeindeteil der Gemeinde Pilsach im Landkreis Neumarkt in der Oberpfalz in Bayern.

## Geographie
Das Dorf liegt im oberpfälzischen Jura etwa 2 km nördlich des Tales der Schwarzen Laber auf circa 525 m ü. NHN. Hilzhofen liegt an Gemeindeverbindungsstraßen, die von Eschertshofen, Dietkirchen und Unterwiesenacker zu dem Dorf führen.

## Geschichte
Hilzhofen entstand wahrscheinlich in karolingischer Zeit durch fränkische Kolonisatoren. 1325 ist der Ort in einer ersten Güterbeschreibung des Klosters Kastl aufgeführt – wohl ehemaliger Habsbergischer Besitz; 1410 waren dies zwei Höfe und ein Söldenlehen. Um 1500 erscheint der Ort in einem Salbuch als „Hylltzhoffen“. 1622 besteht Hilzhofen aus sieben Gütern, davon zwei kastilische. Am Ende des Alten Reichs, um 1800, besteht das Dorf aus acht Anwesen und dem gemeindliche Hirtenhaus; sie unterstanden hochgerichtlich dem pfalz-neuburgischen Amt Helfenberg.
Im Königreich Bayern wurde um 1810 der Steuerdistrikt Unterwiesenacker gebildet, der dem Landgericht Parsberg zugeordnet war, ihm gehörten Unterwiesenacker, Oberwiesenacker mit der Gehermühle, Oberweickenhof, Unterweickenhof, Hilzhofen und Habertshofen an. Mit dem Gemeindeedikt vom 15. Mai 1818 wurde daraus die parsbergisch-landgerichtliche Ruralgemeinde Oberwiesenacker.
In Gemeindeteil Hilzhofen lebten
- 1836 79 Einwohner (12 Häuser),[6]
- 1861 93 Einwohner (24 Gebäude),[7]

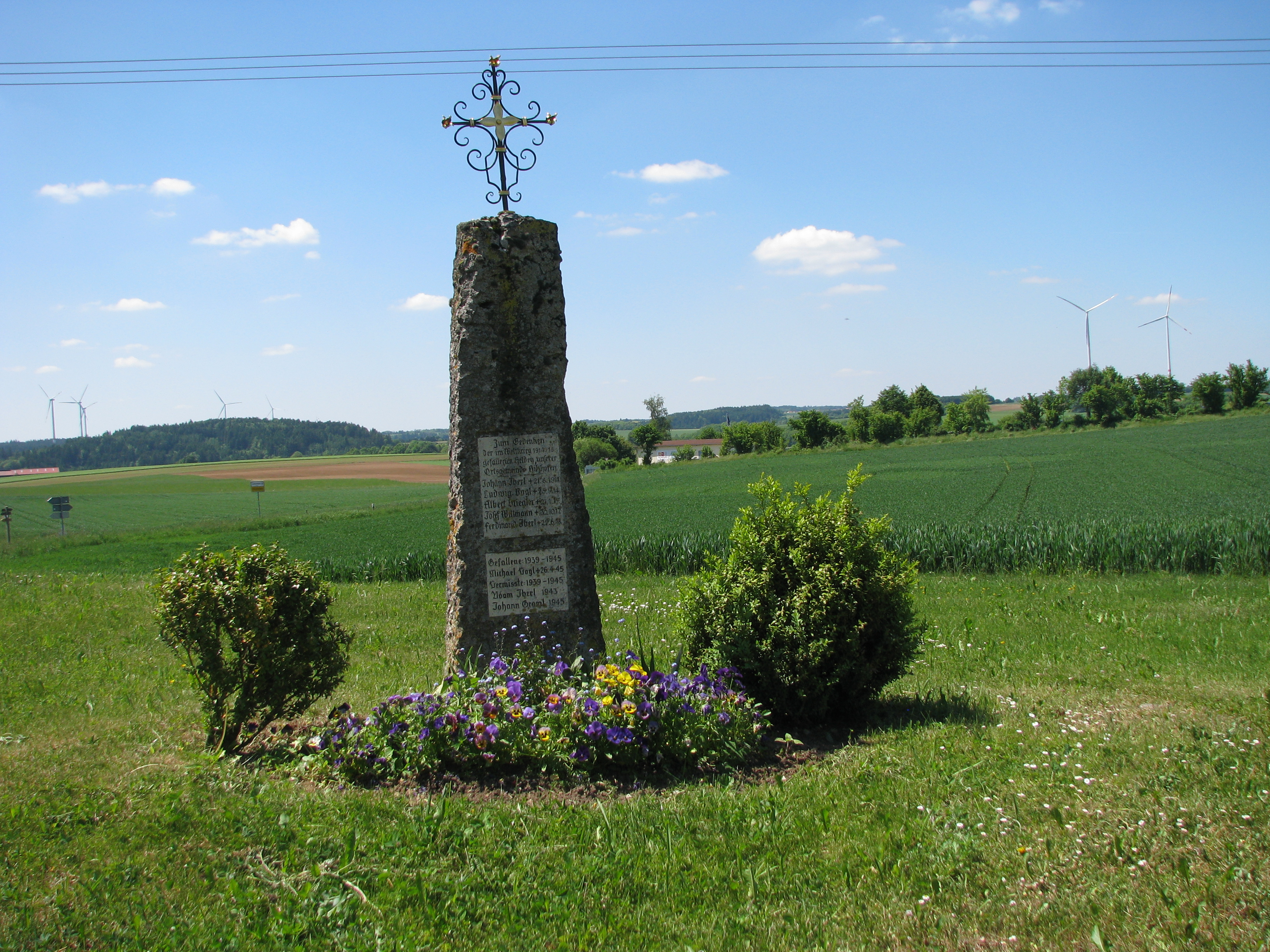
Gedenkstein für die Weltkrieg-Gefallenen der Ortsgemeinde Hilzhofen

- 1871 88 Einwohner (42 Gebäude; an Großviehbestand 9 Pferde und 81 Stück Rindvieh),[8]
- 1900 98 Einwohner (15 Wohngebäude),[9]
- 1925 85 Einwohner (14 Wohngebäude),[10]
- 1937 101 Einwohner (nur Katholiken),[11]
- 1950 88 Einwohner (13 Wohngebäude).[12]
- 1987 83 Einwohner (18 Gebäude mit Wohnraum, 21 Wohnungen).[13]

Heute sind 37 Hausnummern vergeben.
Im Zuge der bayerischen Gebietsreform wurde die Gemeinde Oberwiesenacker zum 1. Mai 1978 in die Stadt Velburg eingemeindet; das Dorf Hilzhofen kam zur Gemeinde Pilsach.

### Wasserversorgung

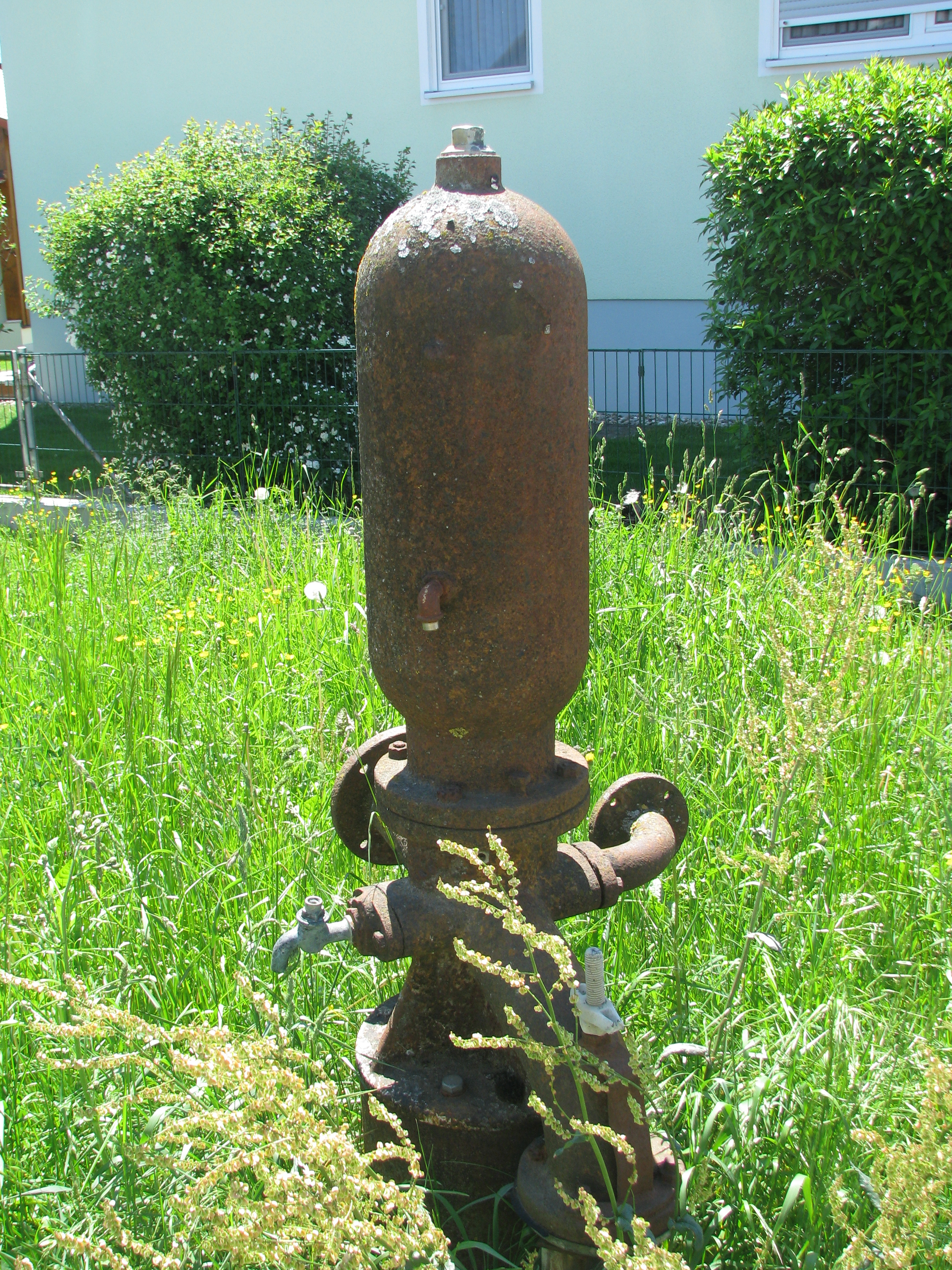
Widder der ehemaligen Wasserversorgungsanlage

Im Dorf hat sich ein mechanischer Widder der ehemaligen Wasserversorgungsanlage erhalten, der von 1927 bis ca. 1980 im Einsatz war. Es handelte sich um eine stromlose Wasserhebevorrichtung, um das Wasser von gefassten Quellen an der Talflanke zur Schwarzen Laber westlich von Hilzhofen zu einem Hochbehälter nördlich von Hilzhofen zu transportieren. Das von der Quelle zunächst abwärts fließende Wasser wurde im „Windkessel“ des Widders durch natürlichen Druck in die dünnere Steigleitung zum Hochbehälter gedrückt und floss von dort aus über eine Hauptleitung ins Dorf. Um 1980 wurde der Widder durch Motoren ersetzt, um den gestiegenen Wasserverbrauch aufzufangen. Schließlich wurde Hilzhofen 1989 an die zentrale Wasserversorgung der „Prönsdorfer Gruppe“ abgeschlossen.

### Landschaftskino

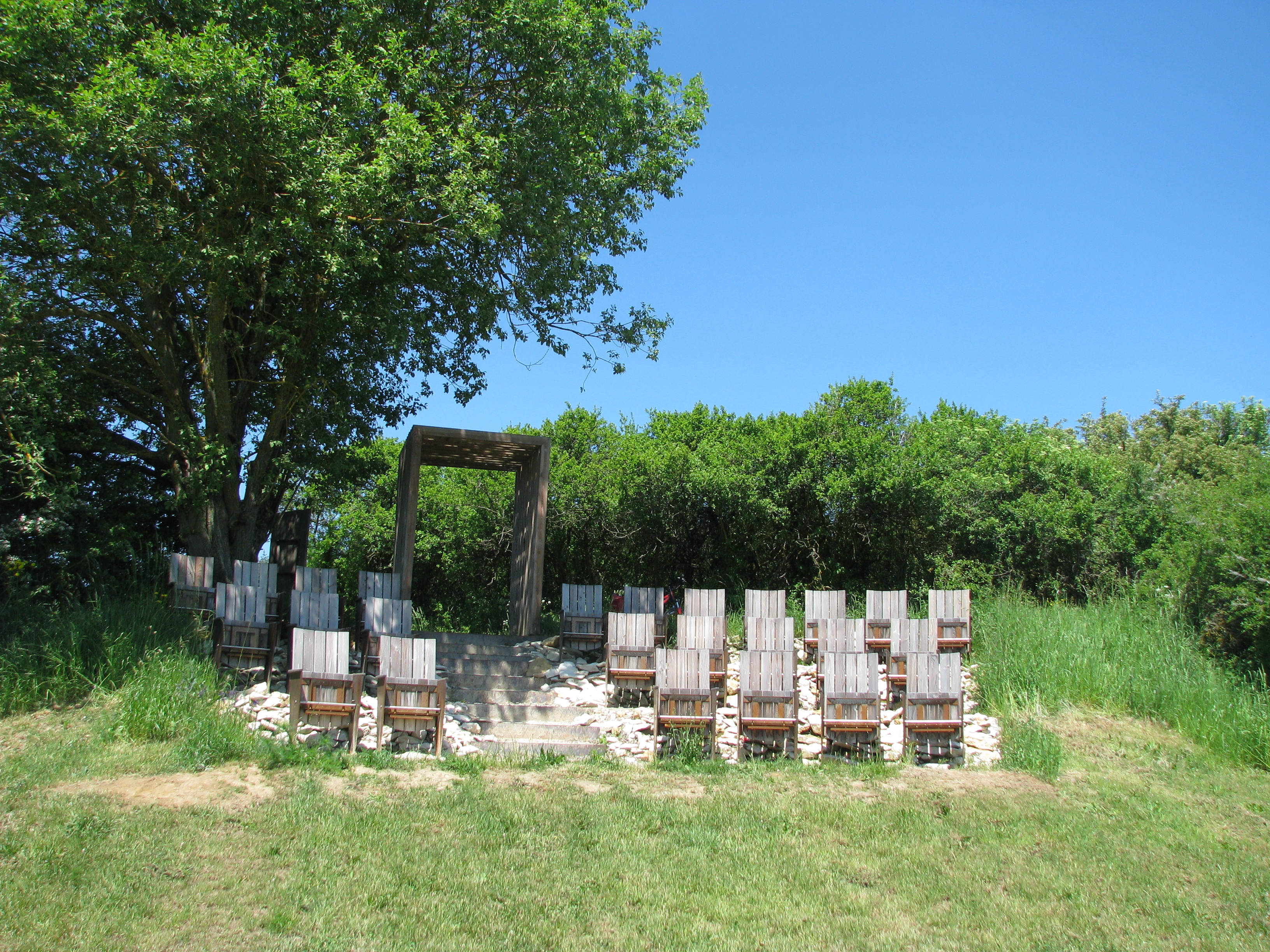
„Landschaftskino“

Östlich von Hilzhofen befindet sich am Kuppenalb-Wanderweg seit 2016 ein vom Landschaftspflegeverband Neumarkt und der Gemeinde Pilsach geschaffenes „Juradistl-Landschaftskino“. Es handelt sich um wetterfeste Klappstühle, die halbkreis- und terrassenförmig fest angeordnet sind und von denen aus die Juralandschaft betrachtet werden kann.

### Kirchliche Verhältnisse
Hilzhofen gehörte seit altersher zur Pfarrei Dietkirchen des Klosters Kastl im Bistum Eichstätt. Von 1540 bis 1626 war mit Pfalz-Neuburg die Pfarrei und damit auch Hilzhofen evangelisch.

## Sonstiges
In der Nähe befinden sich mehrere Golfplätze.